# Jacques Nicolet (Politiker)

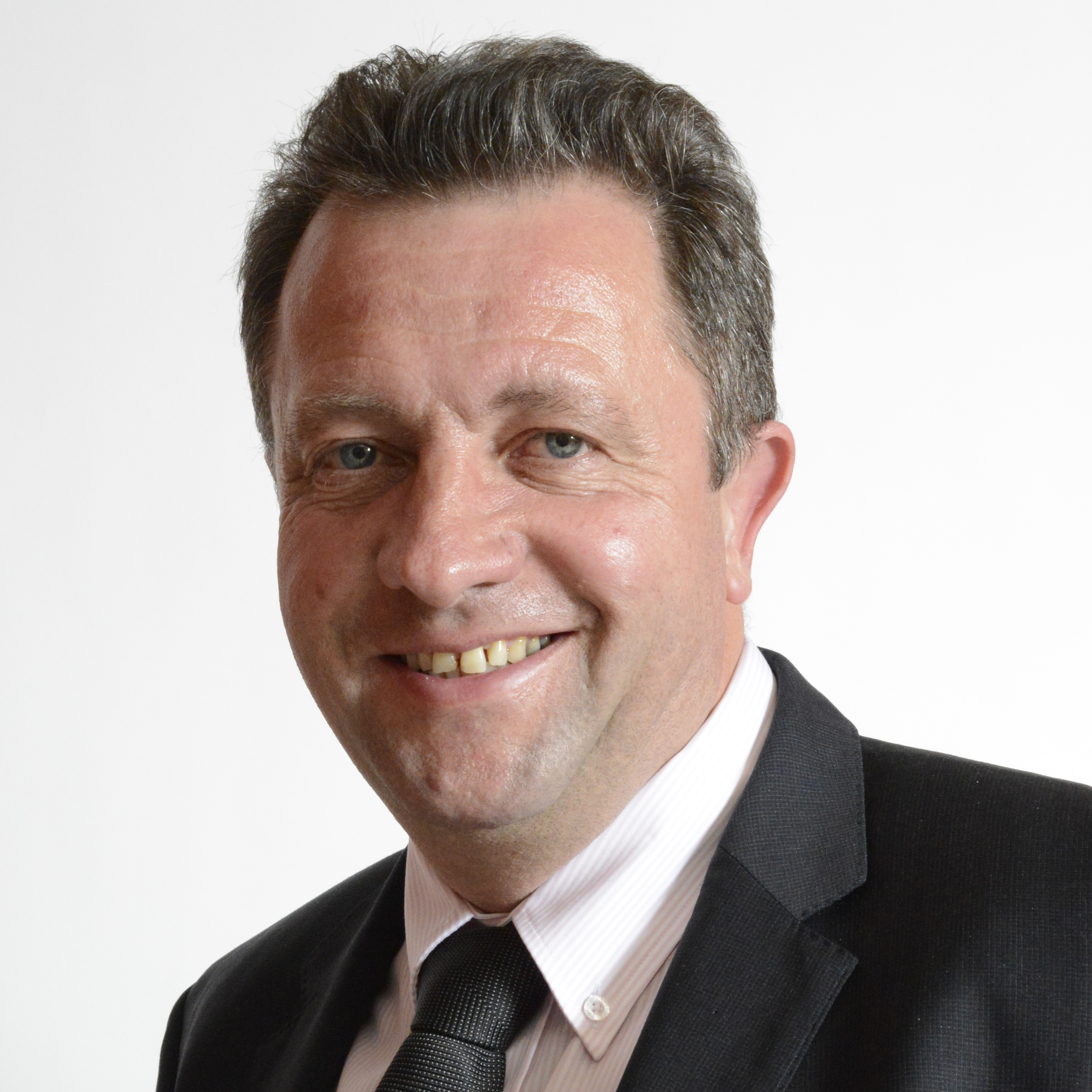
Jacques Nicolet (2015)

Jacques Nicolet (* 24. Oktober 1965 in Lignerolle; heimatberechtigt ebenda) ist ein Schweizer Politiker (SVP). Er ist seit 2015 Mitglied des Nationalrates.

## Leben
Nicolet ist Landwirt. Er ist seit 2021 Präsident der Schweizerischen Vereinigung für einen starken Agrar- und Lebensmittelsektor (ASSAF-Suisse).
Am 1. Januar 2020 erlitt er auf seinem Hof einen schweren Unfall, bei dem er beide Fersen brach.
Er ist Vater von vier Kindern, geschieden und wohnt in Lignerolle. In der Schweizer Armee war er einfacher Soldat.

## Politik
Von 1994 bis 2005 und erneut von 2011 bis 2021 war er Gemeinderat (Exekutive) von Lignerolle. 2021 verpasste er die Wiederwahl. Von 2008 bis 2015 war er Mitglied des Grossen Rats des Kantons Waadt und präsidierte diesen von Juli 2014 bis Juni 2015.
2015 wurde er in den Nationalrat gewählt und 2019 wiedergewählt. Er ist Mitglied der Finanzkommission, der Begnadigungskommission, der Immunitätskommission (2019–2021 Präsident) und der Legislaturplanungskommission 2019–2023 sowie Stellvertreter in der Delegation bei der parlamentarischen Versammlung der Frankophonie. Zudem ist er Co-Präsident der parlamentarischen Gruppe «Brot und Confiserie» und Mitglied der Gruppen «Für ein freiheitliches Waffenrecht», «Wald und Holz» sowie «Weinbau» (Stand: April 2022).
Von Januar 2016 bis Dezember 2019 war er Präsident der SVP Waadt.
2017 kandidierte er für den Waadtländer Staatsrat. Im zweiten Wahlgang belegte er mit 62'442 Stimmen den dritten Platz hinter der Bisherigen Béatrice Métraux und der Sozialistin Cesla Amarelle und verpasste damit den Einzug in die Kantonsregierung. Während des Wahlkampfs, gleichzeitig zur Präsidentschaftswahl in Frankreich 2017, sagte er: «Ich wage zu glauben, dass Marine Le Pen in dieser Wahl sehr weit kommen wird.» Dies brachte die Waadtländer FDP, die bei der Wahl für den Staatsrat mit der SVP verbündet war, in Verlegenheit.